# Opaluma rupaul
Opaluma rupaul — вид мух родини коловодниць (Stratiomyidae). Описаний у 2020 році.

## Назва
Вид названо на честь американського актора, дреґ-королеви RuPaul, який носить екстравагантні яскраві вбрання, які нагадують забарвлення цього виду.

## Поширення
Ендемік Австралії.

## Опис
O. rupaul сягає від 6 мм до 9 мм, при цьому самці 8-9 мм, самиці 6-8 мм. Його можна відрізнити від Opaluma sapphira за зелено-мідним забарвленням щитка та черевця, білими щетинками на щитці, довшими зубчиками на щитку, прозорими крилами та відмінностями у геніталіях самців.